# Spilogona argentifrons
Spilogona argentifrons är en tvåvingeart som beskrevs av Malloch 1931. Spilogona argentifrons ingår i släktet Spilogona och familjen husflugor. Inga underarter finns listade i Catalogue of Life.